# 제임스 해리슨
제임스 크리스토퍼 해리슨(James Christopher Harrison, 1936년 12월 27일 ~ 2025년 2월 17일)은 Rh병 치료에 유용한 항체가 포함된 혈장을 가진 오스트레일리아의 혈장 기증자였다. 그는 18세부터 81세까지 1,173회 기부했으며, 2018년 5월 11일 오스트레일리아의 81세 이상 헌혈 금지 정책에 따라 마지막 기부를 했다.

## 생애
제임스 크리스토퍼 해리슨은 1936년 12월 27일에 오스트레일리아 뉴사우스웨일스주 주니에서 태어났다. 1951년 그는 14세의 나이에 그는 많은 양의 혈액이 필요한 대규모 흉부 수술을 받았다. 주사바늘에 대한 두려움에도 불구하고, 그는 18세가 되는 즉시 헌혈을 통해 보답하겠다는 서약을 했다.

## 헌혈
해리슨은 1954년에 헌혈을 시작했다. 처음 몇 번의 기증 후, 그의 혈액에는 D Rh 그룹 항원에 대한 비정상적으로 강하고 지속적인 항체가 포함되어 있다는 사실이 밝혀졌다. D 항체(anti-D)가 많이 포함된 혈액을 가공하면, 신생아의 용혈성 질환(HDN)을 예방하는 데 사용되는 면역글로불린 기반 제품을 만들 수 있다. 이 제품들은 임신 중과 후에 알 수 없거나 Rh(D) 양성인 아기의 어머니에게 제공되며, 이는 Rh(D) 양성인 아이의 혈액에 대한 항체 생성을 방지하기 위한 것이다. 이러한 항원 감작 및 그에 따른 비호환성 현상은 HDN의 가장 흔한 형태인 Rh 질병을 유발한다.
해리슨은 1969년 세계 최초의 뉴사우스웨일스 Rh 프로그램(New South Wales Rh Program)의 창립 기부자 중 한 명으로, 이후에 계속 기부를 이어갔다. 전혈과 달리 혈장은 2주에 한 번씩만 기부할 수 있어 2011년 5월에 1,000번째 기부를 달성할 수 있었다. 이를 위해서는 57년에 걸쳐 3주에 평균 한 번씩 기부해야 했다. 그는 자신의 기록에 대해 이렇게 말했다: "만약 기부를 한다면, 그들은 천 번의 기부를 했기 때문에 이 기록이 깨지기를 바라는 유일한 기록이라고 말할 수 있다."
NSW의 Rh 프로그램 회원들은 기부를 통해 수백만 도즈의 D 항체를 제공하고 수천 명의 사망과 사산, 그리고 HDN으로 인한 질병과 장애 사례를 예방하는 데 도움을 주었다. 해리슨의 평생 동안 기부금은 수만 도즈 상당의 항체에 달했으며, NSW에서 생산된 모든 항-D 배치에 기여했다. 그는 1999년 6월 7일에 오스트레일리아 훈장(OAM)을 수여받았다.
2007년, 해리슨은 오스트레일리아의 플라즈마 기부를 외국 기업에 개방하려는 계획에 대해 비판적이었다. 그는 무역 개방이 자원봉사자 기부를 억제할 것이라고 믿었다. 이러한 무역 개방은 미국과의 자유무역협정에 대한 검토에서 비롯되었다.2011년에는 뉴사우스웨일스 올해의 오스트레일리아 로컬 히어로 부문 후보에 올랐다.
연구 결과, 해리슨 등 기증자의 혼합물로 만든 항체는 해리슨, 해리슨 등 기증자의 신체에 의해 자연적으로 생산되고 있다. 해당 프로젝트는 주로 "제임스"라고 불리는 구어가 되었다.

## 개인사
해리슨은 그의 고향 주니 출신의 동료 헌혈자인 바바라 린드벡(Barbara Lindbeck)과 결혼했다. 린드벡은 2005년 사망했다. 그들에게는 트레이시(Tracey)라는 딸이 있었고, 그들 사이에는 제로드(Jarrod)와 스콧(Scott)이라는 두 명의 손자가 있었다. 해리슨의 기부금이 담긴 주사는 추후 트레이시가 스콧을 임신했을 때와 임신 중에 제로드의 아내 레베카에게 사용되었으며, 제로드는 "그의 주사 중 일부가 엄마에게 사용되어 나에게 형제를 내 아이들과 그의 증손자들을 보호해준 것이 정말 멋지다"고 말했다.
2025년 2월 17일, 해리슨은 88세의 나이로 유미나 비치(Umina Beach)의 페닌슐라 빌리지 요양원(Peninsula Villages nursing home)에서 잠을 자던 중 사망했다.